# Xiombarg
Xiombarg là một chi nhện trong họ Oonopidae.